# Traditionelle Religion Timors

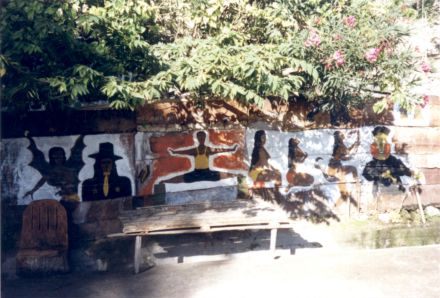
Animistische Motive auf einer Wand in Baucau

Die animistische traditionelle Religion Timors war bis weit in das 20. Jahrhundert auf der Insel der dominierende ethnische Glaube. So waren bei der Erlangung der Unabhängigkeit Osttimors von Portugal 1975 nur etwa 30 % der Bevölkerung katholischen Glaubens. Das Christentum war auf die Hauptstadt Dili und wenige größere Orte beschränkt. Innerhalb der verschiedenen Ethnien Timors variieren die Riten und Inhalte, doch waren bei allen Volksgruppen gemeinsame Elemente vorhanden.

## Grundzüge

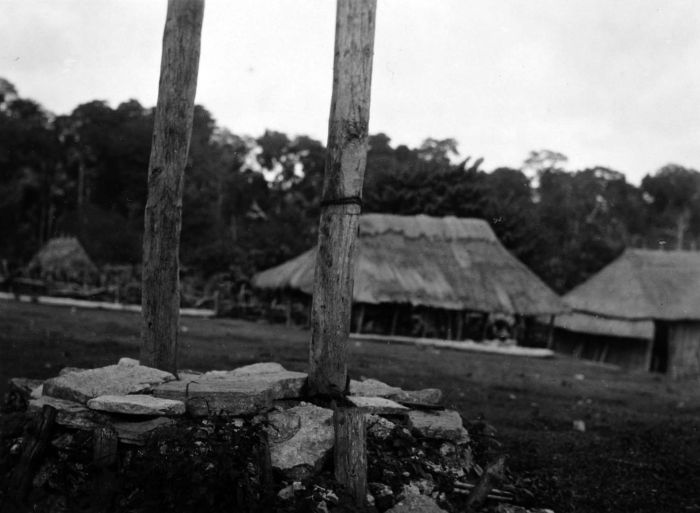
Opferplatz in einem Dorf in Westtimor, 1928/1929

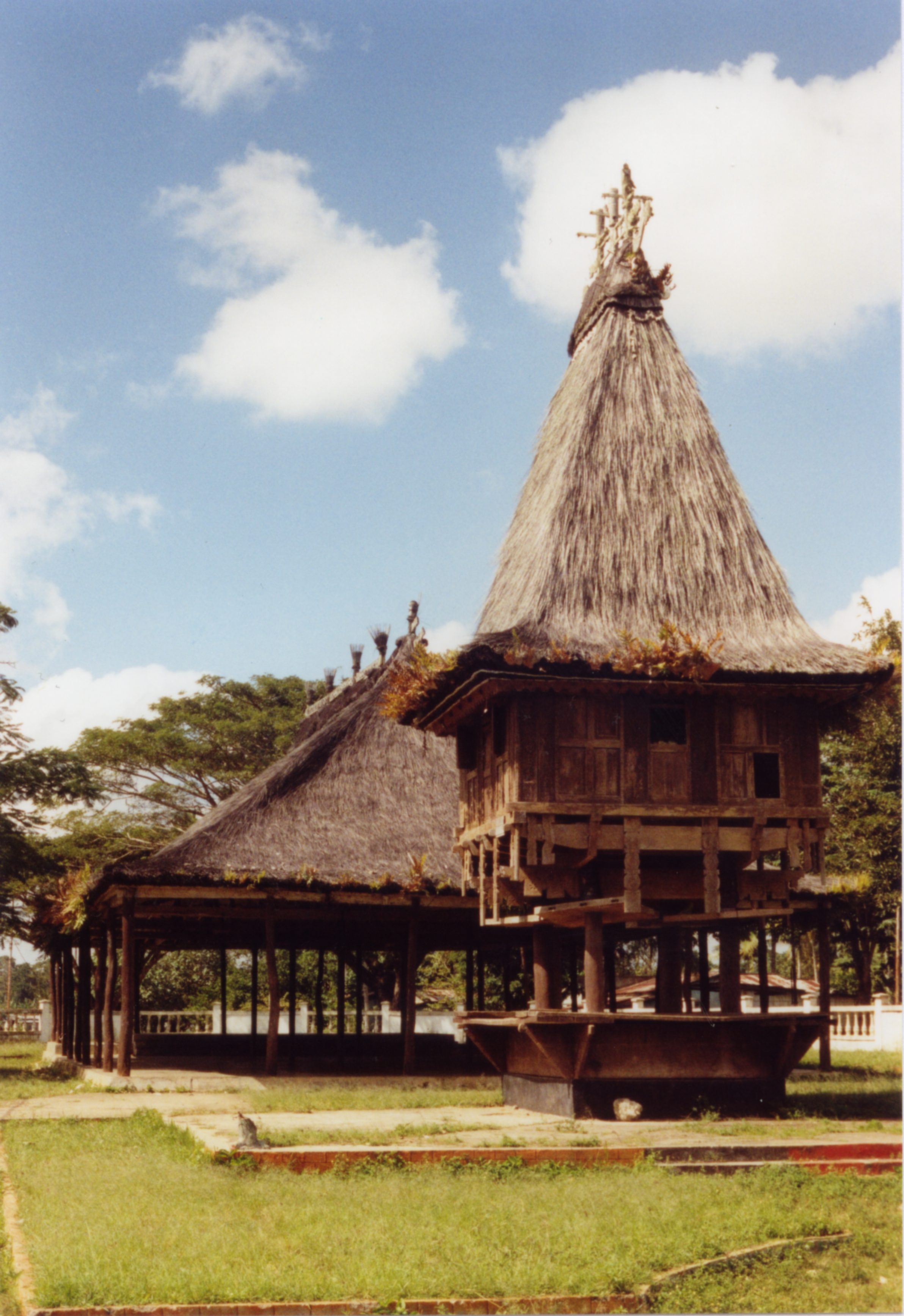
Ein Uma Lulik (Tetum) oder Lee-teinu (Fataluku) in Lospalos

Timoresen präsentieren die Köpfe ihrer Feinde, Ende des 19. Jahrhunderts

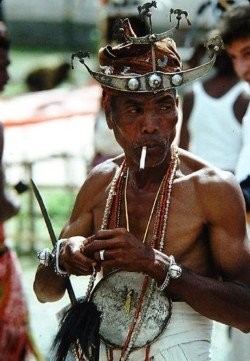
Schmuck eines Dato-lulik

Im Zentrum der Religion steht der Dato-lulik oder  ra ulik, der örtliche Priester, der als Mittler zur spirituellen Welt diente. „Lulik“ bedeutet so viel wie „heilig“ oder „tabu“.
Der Dato-lulik ist der Hauptakteur bei Tieropfern, die bei besonderen Ereignissen im Leben der Timoresen vollzogen werden. Die Tieropfer werden den Geistern der Ahnen und den Naturgeistern, die in den Wäldern, Steinen und Gewässern leben, dargebracht. Diese materialisieren sich in Flüssen, Bergen, Wäldern und Gärten. Einer dieser heiligen Orte ist der Berg Matebian. Hier sollen die Geister der Vorfahren leben. Für die verschiedenen Ereignisse im Leben gibt es verschiedene Zeremonien, wie etwa das Augenwaschen (fasematam) bei einer Geburt oder die Zeremonie des Haareschneidens (tesifuk). Auch Reisen werden nicht angetreten, solange die Geister nicht ihr Einverständnis erklärten. Geistern, die in den Baumwipfeln wohnen, bringt man etwas Hühnerfleisch als Opfer dar, bevor ein Baum gefällt wird. Auch der Reisanbau wird von Zeremonien begleitet.
In früheren Zeiten wurde ein großer Teil der Nutztiere geopfert. 1936 sahen die portugiesischen Kolonialherren dies als eine Verschwendung von jährlich Tausenden von Tieren an. Daher wurden Einschränkungen ausgesprochen. Das Opfern von weiblichen Tieren im gebärfähigen Alter wurde komplett untersagt. Tieropfer mussten gebührenpflichtig genehmigt werden. Doch selbst die Registrierung aller Nutztiere und hohe Strafen beendeten die Opferungen nicht. Sie wurden meist heimlich weiter durchgeführt.
Andere Bestandteile der Religion sind der Ahnenkult und die Reliquienverehrung. Die Reliquien und heilige Objekte (Sasan Lulik) werden in den heiligen Reliquienhäusern, den Uma Lulik, aufbewahrt. Es hat nach vorne und zu einer Seite hin eine Tür, ist umzäunt und mit Büffelschädeln geschmückt. Eine der beiden Türen ist dem Dato-lulik vorbehalten, durch die andere kommen jene, die ihn um Rat fragen wollen. Jedes timoresisches Dorf hatte früher ein Uma Lulik, und das größte des jeweiligen Reiches stand neben dem Wohnhaus des Liurai, des traditionellen Kleinkönigs. Heutzutage werden Uma Luliks wieder neu errichtet, auch wenn die Bevölkerung größtenteils sich als katholisch bezeichnet. Neben den heiligen Gegenständen wird im Uma Lulik auch der Zeremonienschmuck der Dato-Luliks aufbewahrt. Eine runde, metallene Brustplatte (Belak), Armreife und eine Krone mit langen büffelartigen Hörnern, die Kaibauk. Jede Familie hat ihren eigenen kleinen Reliquienschrein. Kleine Figuren, welche die Ahnen darstellen, bewachen den Dorfeingang und werden auch von den Timoresen überallhin mitgenommen. Heiligster Gegenstand ist der Batu-lulik. Dieser Stein soll bei der Erschaffung der Welt den Timoresen zur Darbringung von Opfergaben gegeben worden sein. Tiere und Pflanzen können als Totems dienen, die für ganze Clans gelten können. Für die Clanmitglieder gelten spezielle Tabus bei der Ernährung. Große Verehrung wird dem in Timor lebenden Krokodil entgegengebracht. Nach dem timoresischen Schöpfungsmythos Lafaek Diak entstand die Insel aus dem Körper eines riesigen Krokodils. Die Timoresen nennen das Krokodil daher Großvater.
Die Liurai schöpften ihren Herrschaftsanspruch zum Teil aus dem Besitz der heiligen Objekte. Dies konnten Büffelschädel, Speere, alte Uniformen, Feuerwaffen oder Symbole verstorbener Liurais sein. Als die Portugiesen das Land besetzten, akzeptierten die Timoresen die Führer der Portugiesen in ihrer Hierarchie als höhergestellt mit einer größeren Armee und heiligen Männern, den katholischen Priestern, mit einem größeren Luli. Die als Verwalter Portugals bestätigten Liurai wurden durch Übergabe der Flagge erneut legitimiert. Die Flagge der Portugiesen und selbst der Fahnenmast wurden daher dann auch als heilige Objekte angesehen. Zentrale Bedeutung hat die Flaggenverehrung bei den Mambai, die bereits bei der Gründung Dilis den Portugiesen den Treueeid schworen.
Die Kopfjagd war bis ins 20. Jahrhundert hinein eine Tradition, die während der Wirren der indonesischen Besatzung Osttimors bei einigen Milizen eine Renaissance erlebte. Ursprünglich diente sie oft zur Erlangung von rituellem und sozialem Prestige. Die Köpfe der erschlagenen Feinde wurden ins Dorf der Ahnen unter Begleitung düsterer Gesänge (den Lorsai) und des Likurai-Tanzes der Frauen getragen, wo sie als Lulik dienten. Kam es aber zum Friedensschluss zwischen den Kriegsparteien, wurden die erbeuteten Köpfe wieder an ihre Heimatgruppe ausgeliefert. Kannibalismus war auf Timor unbekannt. Blutschwüre zur Bündnissicherung und Blutrache waren aber üblich. Die ständige Unruhe des kolonisierten Timors, sowohl im portugiesischen als auch im niederländischen Teil, lässt sich mit dem Aspekt des rituellen Krieges erklären, der im Tetum Funu genannt wird.

## Heutige Situation

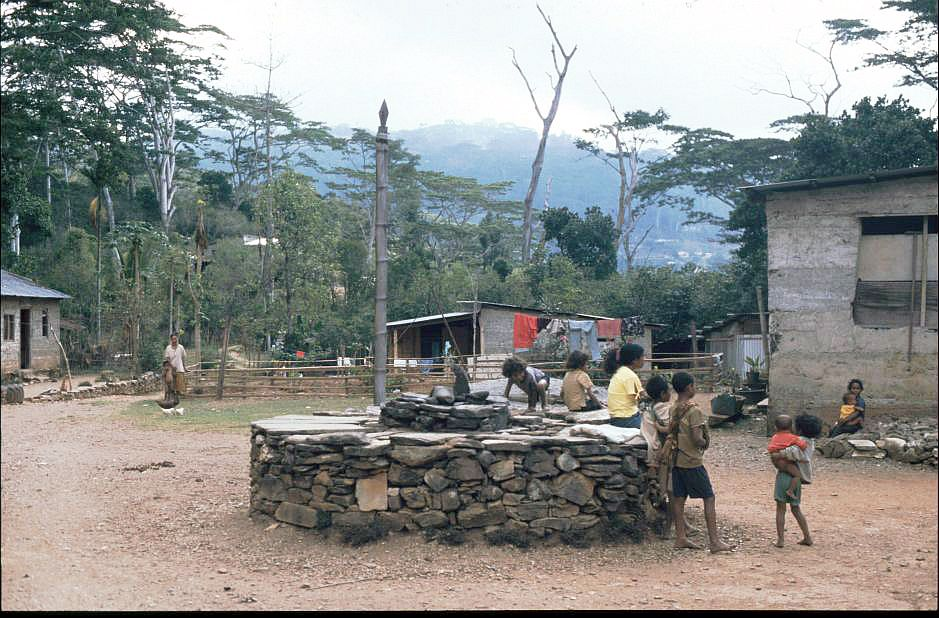
Ein Fatuk Bossok, ein Steinaltar in Apido in der Nähe von Ermera

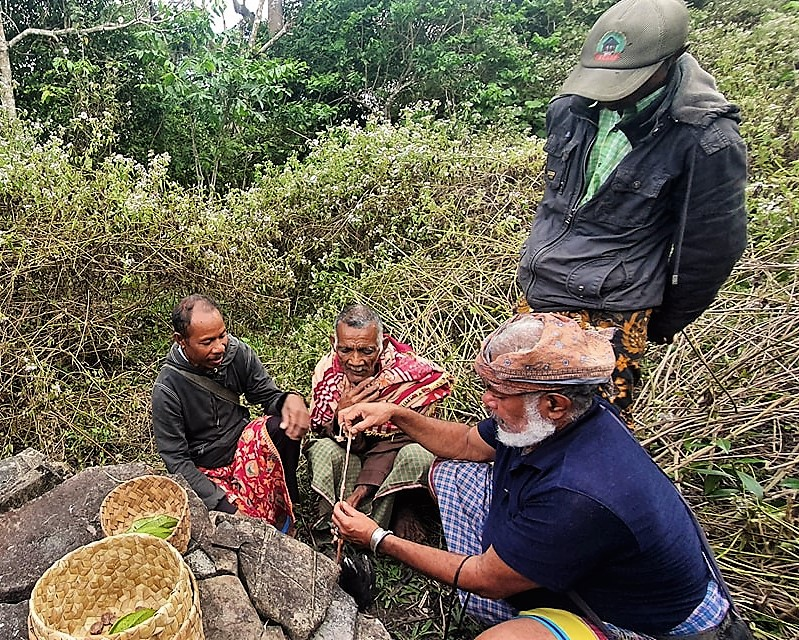
Der Lian Nain von Nanu beim Tara Bandu

Während des Freiheitskampfes gegen Indonesien (1975–1999) wurde die katholische Kirche zur einigenden Klammer zwischen den zwölf größeren Stammesverbänden Osttimors gegen die überwiegend muslimischen Indonesier. Heute sind nur noch etwa 0,3 % (2010) der Osttimoresen Animisten. In Westtimor ist der Anteil der Animisten ähnlich gering. Hier hatten christliche Missionare bereits Anfang des 20. Jahrhunderts erste Erfolge und auch hier dient das Christentum als abgrenzendes Element gegen die muslimische Mehrheit Indonesiens. Allerdings ergab in Westtimor 2001 eine Umfrage, dass noch immer mehr als 70 % der Bevölkerung gleichzeitig in Ahnenkult und Geisterglaube verwurzelt sind. Das Christentum auf Timor ist in beiden Teilen der Insel stark von traditionellen Riten durchzogen.
Zudem gibt es eine Reihe von timoresischen Jugendbewegungen mit einigen hundert bis einigen tausend Mitgliedern, wie etwa Colimau 2000 oder die Sagrada Família, deren Ideologien quasi-religiöse Züge tragen. Diese Gruppen verwenden dafür christliche und auch animistische Elemente, wie zum Beispiel der Glaube, dass tote Kämpfer des Unabhängigkeitskampfes gegen Indonesien wieder auferstehen könnten, um den Gruppen im Kampf zu helfen. Des Weiteren gibt es Kakaloks (magische Gruppen), wie 7-7 (Seven-Seven), denen Zauberkräfte zugeschrieben werden. 7-7 hat viele junge Mitglieder mit frischen, auffälligen Narben, was darauf hindeutet, dass sie im Gegensatz zu anderen magischen Gruppen weiter aktiv rekrutiert. 7-7 tritt neuerdings als Martial-Arts-Club auf.
Andere integrieren biblische Geschichten in ihre lokalen Legenden. So werden die mythischen ersten Ahnen Adam und Eva genannt oder man erklärt, dass die Jungfrau Maria in Laclubar geboren wurde. Auf diese Weise soll der Ursprung der Menschheit nach Timor verlegt und belegt werden, dass der katholische Glauben schon immer Teil der timoresischen Kultur gewesen sei. Die römisch-katholische Kirche in Osttimor wird als Unterstützer bei Ritualen für die Ahnen angesehen, nicht mehr als Gegenspieler. Sie integrierte diverse Glaubensvorstellungen, Begriffe und Riten in ihre Praktiken.
Die Uma Lulik, die heiligen Häuser gelten mit ihrer besonderen Form als nationales Symbol in Osttimor. Daher entstehen auch heute noch neue Häuser. Das älteste noch existierende Uma Lulik befindet sich in Tineru in der Gemeinde Bobonaro.

## Feste
- Baha Liurai
- Fischerfest vom Lago Malai

## Belege
- Geoffrey C. Gunn: History of Timor. Technische Universität Lissabon (PDF-Datei; 805 kB)
- Monika Schlicher: Portugal in Osttimor. Eine kritische Untersuchung zur portugiesischen Kolonialgeschichte in Osttimor 1850 bis 1912. Abera, Hamburg 1996, ISBN 3-931567-08-7, (Abera Network Asia-Pacific 4), (Zugleich: Heidelberg, Univ., Diss., 1994).